# Blue Fire Megacoaster
Der Blue Fire Megacoaster (Eigenschreibweise blue fire Megacoaster, oft nur Blue Fire) im Europa-Park (Rust, Baden-Württemberg, Deutschland) ist eine Stahlachterbahn vom Modell Launch Coaster des Herstellers Mack Rides, die am 4. April 2009 eröffnet wurde. Die Bahn war die erste Attraktion im ebenfalls 2009 neu errichteten isländischen Themenbereich und ist die erste Achterbahn im Europa-Park mit Inversionen.
Die Züge von Blue Fire werden mit Hilfe eines Linearmotors (LSM) innerhalb von 2,5 Sekunden auf eine Höchstgeschwindigkeit von 100 km/h beschleunigt. Die Strecke hat eine Gesamtlänge von 1056 Metern bei einer Höhendifferenz von 38 Meter.

## Geschichte
coastersandmore.de zufolge wurde im Europa-Park bis zum Jahr 2005 eine Achterbahn mit Inversionen als mögliche neue Attraktion ausgeschlossen, da man der Meinung war, dass solch eine Bahn für einen Familienpark zu aufregend und einschüchternd sei. Wie zuvor beim 2002 eröffneten Silver Star sollen coastersandmore.de zufolge mehrere Fremdhersteller mit der Entwicklung eines Entwurfs beauftragt worden sein. Gebaut wurde die Achterbahn dann jedoch von der Firma Mack Rides, die sich im selben Familienbesitz befindet wie der Europa-Park, und von der rund 90 Prozent seiner Fahrgeschäfte stammen. Am 22. Oktober 2008 wurde der Grundstein gelegt. Im Dezember 2008 wurde das letzte Schienenstück am Looping eingesetzt. Blue Fire wurde am 4. April 2009 eröffnet.
Neben der Hauptplanung von Mack Rides selbst wurden verschiedene Arbeiten von Fremdfirmen durchgeführt. Das Ingenieurbüro Stengel optimierte das Layout. Weiss Ingenieure aus Freiburg zeichnete die Stützen der Bahn und des Bahnhofs, und der fertige LSM-Antrieb stammt von der Firma Intrasys aus München.
Ab Oktober 2009 war der russische Energiekonzern Gazprom Sponsor. Die Wagen der Achterbahn trugen seitdem das Logo des Konzerns. Im Jahr 2010 wurde auf dem Gelände eine dreistöckige Veranstaltungs- und Informationshalle eröffnet, die Teile der Warteschlange für die Bahn beinhaltet und in der sich das Unternehmen präsentiert.
Zur Saison 2012 ließ der Europa-Park den Onboard-Soundtrack der Bahn austauschen. Das neue, an den Fahrtverlauf angepasste Musikwerk stammt von dem Komponisten Andreas Kübler des Musikproduktionsstudios IMAscore. Kübler nutzte im Gegensatz zum Vorgängerwerk mehr klassisch orchestrale und weniger elektronische Elemente. Auf diese Weise passte er die Achterbahn musikalisch an die seit der Eröffnung der Holzachterbahn Wodan – Timburcoaster vornehmlich mystische Stimmung des Themenbereichs Island an.
Seit dem Jahr 2020 hatte die Achterbahn das Gazprom-Tochterunternehmen Nord Stream 2 AG als Sponsor.
Das Sponsoring wurde nach dem russischen Überfall auf die Ukraine im Februar 2022 stark kritisiert, woraufhin der Europapark die Zusammenarbeit beendete.

## Thematisierung
Blue Fire befindet sich im Themenbereich Island. Dieser neu errichtete Abschnitt schließt sich direkt an den skandinavischen an. Zur Eröffnung bestand Island aus der Achterbahn, zwei Restaurants und zwei Einkaufsmöglichkeiten. 2010 wurde am Ende des Startabschnitts die sogenannte Gazprom Erlebniswelt des namensgebenden Sponsors errichtet. Im gleichen Jahr eröffnete angrenzend das Splash Battle Whale Adventures – Splash Tours. 2012 kam die Holzachterbahn Wodan – Timburcoaster hinzu. An den bereits bei der Eröffnung fertiggestellten Hauptweg, der parallel zur Abschussstrecke verläuft und der die Themenbereiche Skandinavien und Portugal miteinander verbindet, sind die Gastronomiemöglichkeiten und Shops als isländische Gebäude in Art eines Fischerdorfs verkleidet, angelagert.
Der äußere Bereich der Bahn soll durch die schroffe Landschaft Islands führen. Deshalb wurden im gesamten Bahnbereich mehrere künstliche Felsformationen aus Spezial-Spritzbeton geformt, mit denen die Bahn mehrmals interagiert. Die Felsen, für die noch zusätzlich 48 Tonnen an Stahlgerüsten verbaut wurden, nehmen einen Bereich von 5000 Quadratmetern ein.
Der Eingang der Warteschlange war von Skandinavien aus gesehen ursprünglich hinter Blue Fire, führt seit der Eröffnung der Erlebniswelt jedoch durch das Gebäude. Teile der alten Warteschlange, die zwischen den Schienen angelegt sind, sind auch für Besucher, die nicht fahren wollen, als Rundweg freigegeben.
Vor dem Eingang und der Erlebniswelt befindet sich entlang der Beschleunigungsstrecke eine Felsterrasse, die als Fotopunkt für nicht fahrende Besucher dient.
Die normale Warteschlange führt zunächst über einen Pool mit mehreren Springbrunnen in das Gazprom-Gebäude mit seinen drei 360°-Kinos, unter der Auffahrt des Horseshoe hindurch und schließlich parallel zur Beschleunigungsstrecke in das Stationsgebäude. Am Eingang teilt sich die Warteschlange in eine Schlange für die erste Reihe und eine für die Reihen zwei bis zehn. Das Stationsgebäude ist im Stil einer alten Lagerhalle beziehungsweise eines Labors gestaltet. Der offizielle Name lautet Orka Rannsóknarstofa – International Institute for Energy Research. Als Thematisierungselemente liegen beispielsweise mehrere Maschinenteile in Stahlkäfigen. Der erste Teil der Fahrt soll das Innere eines Kraftwerks beziehungsweise den Testbereich des Instituts darstellen. Da bei Blue Fire als Neuheit für den Park erstmals das System der betreuten Platzzuweisung eingeführt wurde, gibt es neben der normalen Warteschlange eine gesonderte Single-Rider-Line, die nur für einzelne Fahrgäste bestimmt ist. Diese einzelnen Personen werden, um Fahrten mit einzelnen leeren Sitzen zu verhindern, auf diese Sitze zugeteilt.

## Fahrt

Das Layout von Blue Fire

Nachdem der Zug mit Fahrgästen beladen wurde, fährt er aus der Station in einer Linkskurve in einen Dark-Ride-Teil. Dieser ist im vorderen Teil als Höhle mit nackten Steinwänden und mehreren Puppen als technische Mitarbeiter gestaltet und im hinteren Teil als Industriehalle mit einer massiven Lüftungsanlage und mehreren Verbrennungsöfen. Der hintere Teil der Strecke innerhalb des Gebäudes ist gleichzeitig der erste Teil der Startgeraden. Der Zug kommt noch innerhalb des Gebäudes zum Stehen und es ertönt ein Alarmsignal in Kombination mit elektrischen Geräuschen eines Kurzschlusses. Seit 2014 steht zusätzlich eine animierte Arbeiterfigur an dieser Stelle, welche den Fahrgästen im Zug zuruft: „Entschuldigung, jetzt haben wir ein Problem!“ Meistens wird unmittelbar vor dem Zug noch eine Rauchwolke, die aus Lüftungsrohren zu kommen scheint, durch eine Nebelmaschine erzeugt. Bevor der Zug schließlich durch den Linear-Synchron-Motor beschleunigt wird, wird die Sicht auf die restliche Beschleunigungsstrecke außerhalb des Gebäudes dadurch sichtbar, dass ein Schnelllauftor, das als Sichtschutz dient, geöffnet wird.
Der Zug beschleunigt mit 1g auf der 80 Meter langen Geraden innerhalb von ca. 2,5 Sekunden auf 100 km/h. Es schließt sich ein Horseshoe, eine übergeneigte 180°-Kurve in Kombination mit einem Hügel, zur linken Seite an. Mit einer Höhe von 38 Metern überwindet der Zug dort die höchste Stelle der Strecke und erreicht das nachfolgende Ende der Bahn nur über die Schwerkraft. Das Fahrzeug gelangt nach einer kurzen Durchfahrt eines aus Kunstfelsen angelegten Tunnels in einen 32 Meter hohen Looping. Es schließt sich darauf eine übergeneigte Rechtskurve in Kombination mit einem kleinen Hügel an, die in einer langgezogenen Rechtskurve endet und somit eine erneute 180°-Wende bildet, an deren Ende die erhöhte Blockbremse zu finden ist, auf der sich der Zug im Notfall anhalten lässt.
Nach einer Abfahrt, die ähnlich dem Buchstaben S erst leicht nach rechts und im unteren Abschnitt nach links führt, durchfährt der Zug eine Twisted Horseshoe-Roll. Dieses Element ist eine Kombination aus zwei korkenzieherähnlichen Inversionen, die durch eine 180°-Rechtskurve miteinander verbunden sind. Es schließt sich nach einer 90°-Rechtskurve ein kleiner Hügel mit Durchfahrt durch das Innere des Loopings an. Der Zug durchfährt nach einer weiteren 270°-Linkskurve mit einer Heartline-Roll, einer Rolle um die Herzlinie, die vierte und letzte Inversion der Bahn. Bevor der Zug in die Schlussbremse einfährt, schließt sich noch eine 180°-Rechtskurve an, in der das Fahrtfoto gemacht wird, das der Gast erwerben kann.
Ein Fahrtdurchlauf dauert ungefähr 2 Minuten und 30 Sekunden. Es wirken maximal 3,8g auf die Fahrgäste.

## Technik

### Schiene
Die aus Stahl gefertigte Schienenstrecke ist 1056 Meter lang und hat ihren höchsten Punkt im Scheitel des Horseshoes bei 38 Metern. Die Schienen sind hellblau und die Stützen silber. Bei der Schiene handelt es sich um eine Dreigurtschiene. Dies bedeutet, dass neben den zwei Hauptrohren, auf denen das Fahrzeug entlangfährt, zusätzlich ein drittes Rohr zur Stabilisierung hinzugefügt wurde. Diese Hauptrohre sind in einem Dreieck angeordnet und durch angeschweißte Stahlstreben miteinander verbunden.
Für die gesamte Bahnstruktur, die aus 130 Stützpfeilern und 120 Schienensegmenten besteht, wurden ungefähr 600 Tonnen Stahl verbaut.
Neben der Hauptstrecke gibt es drei Abstellgleise, die im Stationsgebäude parallel zur eigentlichen Station verlaufen, auf die die Züge durch eine bewegliche Plattform (Schiebebühne) in der Schlussbremse geschoben werden können.

### Züge
Der Blue Fire Megacoaster besitzt fünf Züge mit fünf Wagen für insgesamt 20 Fahrgäste. In jedem Wagen können vier Personen (zwei Reihen à zwei Personen) Platz nehmen. Die Fahrgäste müssen mindestens sieben Jahre alt und 130 Zentimeter groß sein. Die speziell entwickelten Niederflurwagen sind dabei so gestaltet, dass sie bis auf eine Frontbegrenzung keine einengenden Verkleidungen besitzen und mit der Bodenkante der Station fast stufenlos abschließen, sodass ein einfaches Ein- und Aussteigen gewährleistet ist.
Auf die Wagen sind durch massive festgeschraubte Stahlträger die Sitze montiert, wobei eine Verbindung in der Mitte des Wagens zwei Sitze beziehungsweise eine Reihe befestigt. Die an diesem Stahlträger angebrachte Sitzkonstruktion besteht aus zwei Einzelteilen: der Sitzschale und der Rückenlehne. Die ergonomisch geformte Sitzschale, die zur seitlichen Stabilisierung der Oberschenkel an den Seiten nach oben ragende Flügel hat, ist dabei leicht nach hinten gelehnt, sodass der Fahrgast in einer Kuhle sitzt. Die Rückenlehne umschließt ebenfalls durch seitlich nach vorne ragende Teile die Arme des Fahrgastes und besitzt eine flache Kopfstütze.
Auf Höhe des Halses ist am verkleideten Rückteil der Lehne der Schoßbügel mit seinen Hydraulikzylindern angebracht, die sich nur bei Stromzufuhr in der Station bewegen lassen. Im geöffneten Zustand ist der Bügel um 90° nach oben geklappt. Ist der Bügel geschlossen, so hindert er die Fahrgäste durch seine spezielle Form daran, aus dem Fahrzeug zu fallen, indem er die Oberschenkel auf der Sitzfläche fixiert. Hierbei bildet das am Ende der Bügelkonstruktion befestigte Kissen ein Negativ zum Profil der Oberschenkel des Fahrgasts. Durch die Anordnung der Sitzschale, der Rückenlehne, des Bügels und der Beug- und Streckfähigkeit der menschlichen Gelenke ist es unmöglich, bei geschlossenem Bügel aus dem Sitz zu gelangen.
In den Schoßbügeln ist außerdem ein Pulsmessgerät und eine LED-Anzeige integriert, die während der Fahrt den aktuellen Puls anzeigt. Jeder Sitz besitzt auf Kopfhöhe zwei Stereolautsprecher, die während der Fahrt eine speziell komponierte Musik abspielen. Auf der jeweiligen Mittelkonstruktion der vorherigen Reihe beziehungsweise der Frontbegrenzung des Wagens sind Kameras installiert, die die Fahrt aufzeichnen. Der Fahrgast konnte ursprünglich das Video nach der Fahrt auf DVD erwerben. Mittlerweile steht das Video nach dem Erwerb als Download zur Verfügung. Die hintere Sitzreihe jedes Wagens ist, um eine bessere Sicht zu gewährleisten, leicht erhöht.
Jeder Zug hat voll besetzt eine Masse von etwa 10 Tonnen. An der Unterseite befinden sich als Gegenstück zum LSM und den Wirbelstrombremsen Dauermagnete. Die Wagen sind blau-weiß lackiert. Die Sitzschalen selbst sind rot, wobei die Rückseite und technische Verkleidung jedes Sitzes silber gehalten ist. Die Räder sind ebenfalls rot.

### Antrieb
Die Züge von Blue Fire werden durch den Einsatz eines Linear-Synchron-Motors (LSM) der Firma Intrasys auf einer Strecke von ungefähr 80 Metern aus dem Stand mit etwa 1g auf 100 km/h beschleunigt. Dies entspricht einer Leistung von etwa 3000 PS. Dies ist dadurch möglich, dass entlang der Beschleunigungsgeraden eine Reihe von Statoren befestigt ist. Diese bilden bei der Beschleunigungssequenz in dem Teil, in dem sich der Zug befindet, ein wanderndes Magnetfeld aus, das auf das durch die an der Unterseite des Zuges befestigten Dauermagnete ausgebildete Magnetfeld wirkt. Da sich unterschiedliche magnetische Pole anziehen und gleiche abstoßen, wandert der Zug bei einer Synchronisierung mit dem ausgebildeten Wandermagnetfeld mit und wird dadurch beschleunigt. Deshalb wird ein sehr genaues System zur Bestimmung der Zugposition benötigt, um das Magnetfeld auf den Zug abzustimmen. Schon bei wenigen Millimetern Abweichung ist die Beschleunigung nicht mehr synchron, und die übertragene Kraft geht verloren.
Alle Statoren, die gerade nicht im Wirkungsbereich des Zuges liegen, werden standardmäßig kurzgeschlossen. Dadurch dienen sie bei einem Fehlstart des Zuges gleichzeitig als Notbremsen, da ohne das Wandermagnetfeld wie bei einer Wirbelstrombremse Wirbelströme durch die Statoren fließen, deren entgegengesetztes Magnetfeld den Zug abbremsen. Somit ist gewährleistet, dass der Zug, falls er den ersten Hügel nicht überwinden sollte, während der Rückwärtsfahrt langsam abgebremst wird und im Abschusshaus zum Stehen kommt. Da sich die LSM-Module durch die in Wärme umgesetzte elektrische Verlustleistung erhitzen, müssen sie durch Ventilatoren gekühlt werden.
Die Blockbremse nach dem ersten Fahrtabschnitt ist, im Gegensatz zu anderen Achterbahnen, anstatt mit mechanischen Reibbremsen oder hydraulisch absenkbaren Wirbelstrombremsen ebenfalls mit verschleißfreien Statoren bestückt. Standardmäßig sind diese kurzgeschlossen und halten den Wagen durch das oben genannte Prinzip der Wirbelstrombremse an, wenn der nächste Streckenblock besetzt sein sollte. Ist der nächste Block jedoch frei, wird wie beim Start eine Spannung angelegt, und der Wagen passiert den Abschnitt ohne Geschwindigkeitsverlust. Einzig zwei Reibbremsen sind zur Fixierung des Stillstandes des Zuges am Ende des Bremsabschnittes installiert, da eine Wirbelstrombremse allein den Zug nur abbremsen, jedoch nicht in Position halten kann.
Der Zug wird am Ende der Fahrt in der Schlussbremse durch normale Wirbelstrombremsen abgebremst.

## Rezeption
Blue Fire wurde vom Publikum größtenteils positiv aufgenommen. Insbesondere das neue Bügelsystem wurde aufgrund der damit einhergehenden Freiheit des Fahrgasts hervorgehoben. Kritisch betrachtet wurde hingegen, dass zugunsten einer Ausrichtung der Fahrt auf Familienfreundlichkeit auf größere Intensität oder Spritzigkeit verzichtet worden sei.

## Auszeichnungen
Der Betreiber Europa-Park und der Hersteller Mack Rides wurden 2010 mit dem Neuheitenpreis FKF-Award des Freundeskreises Kirmes und Freizeitparks des Jahres 2009 ausgezeichnet.

## Weitere Standorte
Aufgrund des Erfolgs im eigenen Park baute Mack Rides inzwischen acht weitere Exemplare von Blue Fire für andere Freizeitparks.
| Achterbahn                  | Park                      | Land                         | Eröffnung       |
| --------------------------- | ------------------------- | ---------------------------- | --------------- |
| Battle of Blue Fire         | Quancheng Euro Park       | Volksrepublik China          | 27. April 2014  |
| Bravest Warrior Roller      | Xuzhou Amusement Land     | Volksrepublik China          | Oktober 2022    |
| Giant Digger                | Lotte’s Magic Forest      | Südkorea                     | 31. März 2022   |
| Launch Coaster              | Colourful Yunnan Paradise | Volksrepublik China          | 5. Juli 2018    |
| Serpent Dragon              | Sochi Park                | Russland                     | 2014            |
| Steam Racers                | Wuxi Sunac Land           | Volksrepublik China          | 25. August 2019 |
| Velikolukskiy Myasokombinat | Wonder Island             | Russland                     | 15. Mai 2015    |
| Velociraptor                | IMG Worlds of Adventure   | Vereinigte Arabische Emirate | 31. August 2016 |

Mit Steel Taipan in Dreamworld (Australien) gibt es eine weitere, annähernd baugleiche Auslieferung, die allerdings darüber hinaus über einen Spike verfügt.

## Bedeutung für den Park
Blue Fire ist eine von 14 Achterbahnen im Europa-Park. Aufgrund der Mischung aus Familienfreundlichkeit und Nervenkitzel ist die Bahn eine der Hauptattraktionen des Parks. Im Eröffnungsjahr 2009 konnte der Europa-Park seine Besucherzahlen um 6,3 % auf 4,25 Millionen Besucher steigern.
Im Jahr 2010 wurde diese Zahl gehalten, obwohl die Besucherzahlen im Schnitt der 20 meistbesuchten Freizeitparks in Europa um 1,8 % sank.